# Episodi di Grani di pepe (ventesima stagione)
La ventesima stagione della serie televisiva Grani di pepe è stata resa disponibile in Germania sulla mediateca di ARD il 10 maggio 2024 e verrà trasmessa successivamente in prima visione dall'11 maggio al 22 giugno 2024 sul canale televisivo Das Erste.
| N° | Titolo originale        | Prima TV Germania |
| -- | ----------------------- | ----------------- |
| 1  | Blackout                | 11 maggio 2024    |
| 2  | Stinkbombe              | 11 maggio 2024    |
| 3  | Plan Albatros           | 18 maggio 2024    |
| 4  | Giftige Angelegenheit   | 18 maggio 2024    |
| 5  | Der Einbruch            | 25 maggio 2024    |
| 6  | Fakt oder Fake          | 1º giugno 2024    |
| 7  | Entführt                | 1º giugno 2024    |
| 8  | Leinen los!             | 8 giugno 2024     |
| 9  | Die falsche Vermieterin | 8 giugno 2024     |
| 10 | Muskeln um jeden Preis  | 15 giugno 2024    |
| 11 | Leos Vater              | 15 giugno 2024    |
| 12 | Das Geisterhaus         | 22 giugno 2024    |
| 13 | Peking-Kracher          | 22 giugno 2024    |